# Экономика Кот-д’Ивуара
Кот-д’Ивуар — относительно развитая страна по сравнению с другими странами Тропической Африки.

## Сельское хозяйство
Сельское хозяйство дает около 17 % ВВП.
Кот-д’Ивуар — один из крупнейших в мире экспортеров кофе «робуста» (198 тыс. т, 8 место в мире), натурального каучука (123 тыс. т), а по сбору какао-бобов занимает первое место в мире. Обрабатывается 10,23 % территории страны, 73 тыс. га орошается. Также выращиваются рис, ананасы, сахарный тростник, просо и др. Распространена муха цеце, вследствие чего животноводство развито только на севере страны. Вылавливается около 40 тыс. т рыбы ежегодно.

## Промышленность
В Кот-д’Ивуаре развита горнодобывающая промышленность. Ведется добыча алмазов (15 тысяч каратов) и золота (около 3,5 тонн). Имеются также предприятия по обработке каучука и какао-бобов, по производству обуви и одежды, химические заводы. Развито производство потребительских товаров. Ведется добыча нефти. Разведано 220 млн баррелей нефти и 1,3 млрд кубометров природного газа.

## Энергетика
Около двух третей электроэнергии вырабатывается на ТЭС, остальное — на ГЭС. В 2012 году произведено 6,688 млрд кВт энергии, 645 млн кВт было экспортировано в соседние страны.

## Транспорт
Автодороги
- всего — 81 996 тыс. км (2007)[2], в том числе
- с твердым покрытием — 6502 км
  - без твердого покрытия — 75 494 км

Железнодорожный транспорт в Кот-д’Ивуаре
- всего — 660 км (2008)[2]

Аэропорты
- всего — 27 (2013)[2]
  - с твердым покрытием — 7
  - без твердого покрытия — 20

## Торговля
- Экспорт: $11,9 млрд (2015)[2]
- Статьи экспорта: какао, кофе, бананы, хлопок, ананасы, пальмовое масло, рыба
- Импорт: $9,15 млрд (2015)[2]
- Статьи импорта: топливо, машины и оборудование, продовольствие